# Řendějov
Řendějov (en allemand : Rendejow) est une commune du district de Kutná Hora, dans la région de Bohême-Centrale, en République tchèque. Sa population s'élevait à 244 habitants en 2020.

## Géographie
Řendějov se trouve à 4 km au nord-nord-ouest de Zruč nad Sázavou, à 25 km au sud-ouest de Kutná Hora et à 58 km au sud-est de Prague.
La commune est limitée par Čestín au nord, par Zbraslavice à l'est, par Zruč nad Sázavou et Chabeřice au sud, et par Kácov à l'ouest.

## Histoire
La première mention écrite de la localité date de 1380.

## Administration
La commune se compose de quatre quartiers :
- Jiřice
- Nový Samechov
- Řendějov
- Starý Samechov